# Palaeoneura speciosissima
Palaeoneura speciosissima is een vliesvleugelig insect uit de familie Mymaridae. De wetenschappelijke naam is voor het eerst geldig gepubliceerd in 1915 door Girault.